# Robinson Township
Robinson Township is een plaats (census-designated place) in de Amerikaanse staat Pennsylvania, en valt bestuurlijk gezien onder Allegheny County.

## Demografie
Bij de volkstelling in 2000 werd het aantal inwoners vastgesteld op 12.289.

## Geografie
Volgens het United States Census Bureau beslaat de plaats een oppervlakte van
38,7 km², waarvan 38,2 km² land en 0,5 km² water.

## Plaatsen in de nabije omgeving
De onderstaande figuur toont nabijgelegen plaatsen in een straal van 8 km rond Robinson Township.